# 琴似駅前場外発売所
琴似駅前場外発売所（ことにえきまえじょうがいはつばいじょ）は、北海道札幌市西区にあるばんえい競馬の場外勝馬投票券発売所である。

## 施設概要
ばんえい競馬直営の場外発売所としては初めて、札幌市内に開設された。
前身は2009年9月15日に開設されたホッカイドウ競馬の場外発売所「Aiba琴似（あいばことに）」。2012年11月21日をもってAiba琴似としての営業を終了し、ばんえい競馬が施設を引き継いだ事実上の「居抜き」である（ばんえい競馬による営業は同年11月29日より）。
ばんえい競馬の引き継ぎ後は非開催日におけるホッカイドウ競馬の場外発売を行わない。ただしそれ以外の主催者の場外発売（南関東公営競馬など）については、他のばんえい競馬運営の場外発売所と同様に実施する。
2013年6月8日より日本中央競馬会（JRA）からの委託による中央競馬の場外発売も開始し、「J-PLACE琴似駅前（ジェイプレイスことにえきまえ）」の名称で案内される。当初は各場メイン競走のみ発売（GI競走のみ前日発売を実施）していたが、2020年12月12日より各場第9競走から第12競走を発売（GI競走のみ前日発売を実施）に拡大した。2025年8月23日より発売レースを各場全競走に拡大される予定である。
2階が一般席、3階が有料席となっている。

## アクセス
- JR琴似駅から徒歩約3分
- 地下鉄琴似駅から徒歩約8分
- JR北海道バス JR琴似駅バス停から徒歩約2分

## 発売する馬券の種類
全レース100円単位。
○…発売　△…一部主催者のみ取り扱い　×…発売なし（2020年12月12日現在）
- 他地区の競走を広域場外発売する場合は発売主体となる主催者に準じて、すべての賭式を発売する。
- JRAはすべての中央競馬開催日に、各場第9競走から第12競走を発売（GI競走のみ前日発売を実施）[7]。

| 主催者          | 単勝 | 複勝 | 枠番連複 | 枠番連単 | 馬番連複 | 馬番連単 | ワイド | 3連複 | 3連単 |
| --------------- | ---- | ---- | -------- | -------- | -------- | -------- | ------ | ----- | ----- |
| ばんえい競馬    | ○    | ○    | ○        | ×        | ○        | ○        | ○      | ○     | ○     |
| 他地区地方競馬  | ○    | ○    | ○        | △        | ○        | ○        | ○      | ○     | ○     |
| 中央競馬（JRA） | ○    | ○    | ○        | ×        | ○        | ○        | ○      | ○     | ○     |